# ТЕС Гол-Гохар
ТЕС Гол-Гохар – іранська теплова електростанція, яка споруджується на південному сході країни в провінції Керман. 
Станцію споруджують на майданчику потужного гірничозбагачувального комбінату, який здійснює видобуток залізної руди та продукування окотишів. Вона складатиметься із двох однотипних блоків комбінованого парогазового циклу потужністю по 492 МВт, кожен з яких матиме дві газові турбіни з показниками по 166 МВт, котрі через котли-утилізатори живитимуть парову турбіну потужністю 160 МВт. 
У лютому 2020 року перший енергоблок став до ладу.
Як паливо станція використовує природний газ, котрий надходить по трубопроводу Сархун – Керман. Враховуючи, що в Ірані під час зимового періоду на тлі пікового попиту на природний газ можлива його нестача, ТЕС також матиме два резервуари ємністю по 20 тис м3 для зберігання дизельного пального.
Видача продукції відбувається по ЛЕП, розрахованій на роботу під напругою 400 кВ.